# Seebrücke Sellin

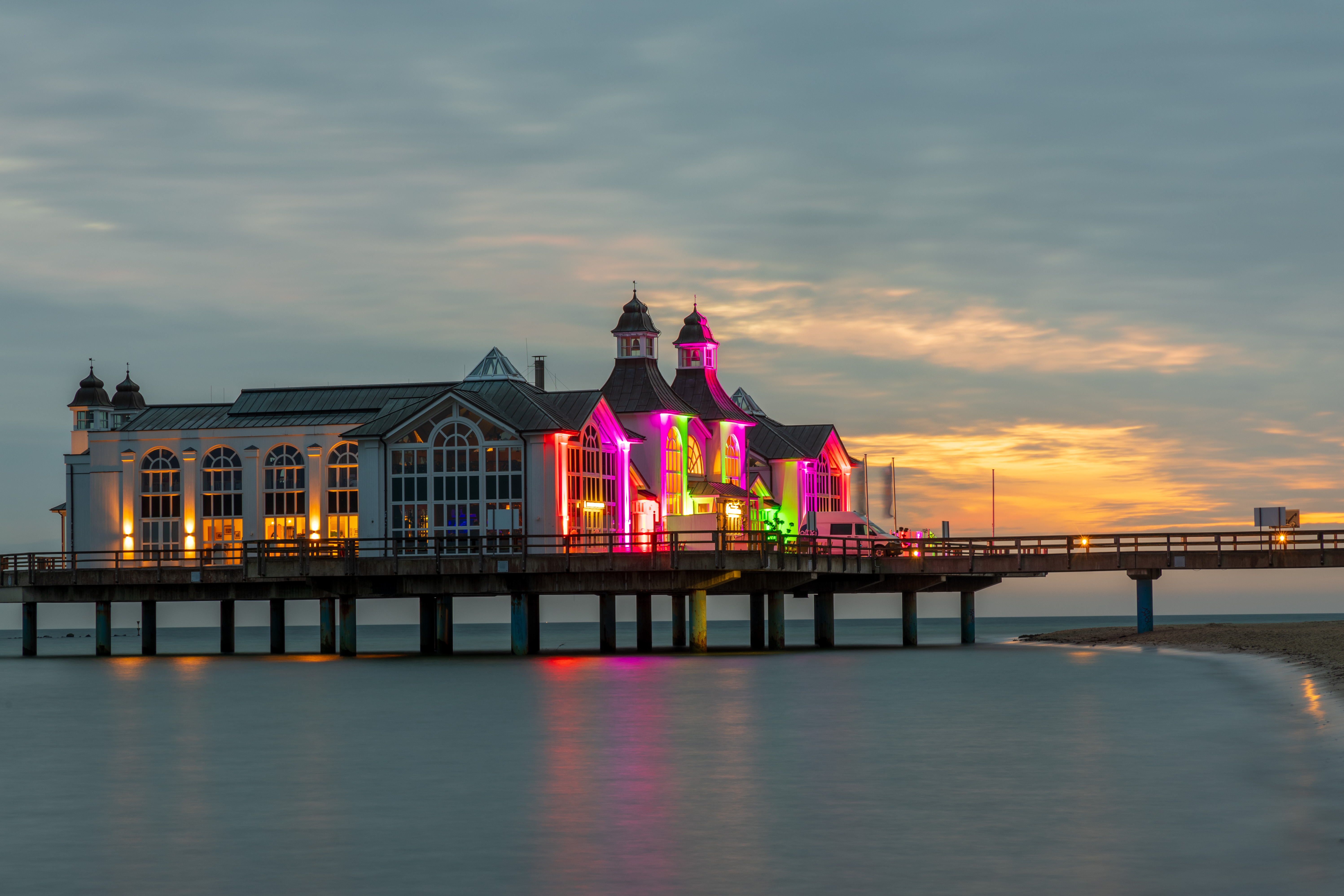
Seebrücke (2023)

Die Seebrücke Sellin ist eine Seebrücke im Ostseebad Sellin auf der Insel Rügen. Die Seebrücke verfügt über ein Restaurant in Strandnähe über dem Wasser sowie über eine Tauchgondel.

## Geschichte
Erste Pläne aus dem Jahr 1901 sahen einen 60 Meter langen Anleger vor, der aber aufgrund des sehr hohen Besucherandrangs den Anforderungen nicht genügte. Die erste, 508 Meter lange Seebrücke mit Restaurant entstand daraufhin im Jahr 1906. Packeis beschädigte die Konstruktion im Jahr 1918; im Jahr 1920 wurde der Brückenkopf durch einen Brand zerstört. Im Jahr 1924 wurde die Brücke wiederholt durch Eisgang beschädigt. 1925 entstand eine neue Seebrücke mit einer Plattform und Konzerthalle; sie wies eine Länge von ungefähr 500 Metern auf. Bei schwerem Eisgang im Winter 1941/1942 wurde diese Brücke weitgehend zerstört. Das unzerstörte Brückenhaus blieb erhalten. In den 1950er bis 1970er Jahren befand sich dort ein beliebtes Tanzlokal. In dieser Zeit wurde jedoch die Bausubstanz des Gebäudes vernachlässigt; 1978 wurde der marode Brückenkopf samt Aufbauten abgerissen.
Im Jahr 1991 besuchte Bundespräsident Richard von Weizsäcker Sellin und verband damit die aktive Unterstützung des Wiederaufbaus. Am 27. August 1992 begann der Wiederaufbau in mehreren Abschnitten nach den Entwürfen der Göhrener Architekten Müller & Herrmann, die sich an den Vorbildern der Bauten von 1906 und 1925 orientierten.  Am 20. Dezember 1997 wurde vom Selliner Ehrenbürger Hans Knospe symbolisch das Band zur bautechnischen Übergabe durchschnitten. Die offizielle Eröffnung des neuen Brückenhauses samt Gastronomie fand am 2. April 1998 statt. Die Seebrücke ist mit 394 Metern Länge die längste der Insel.

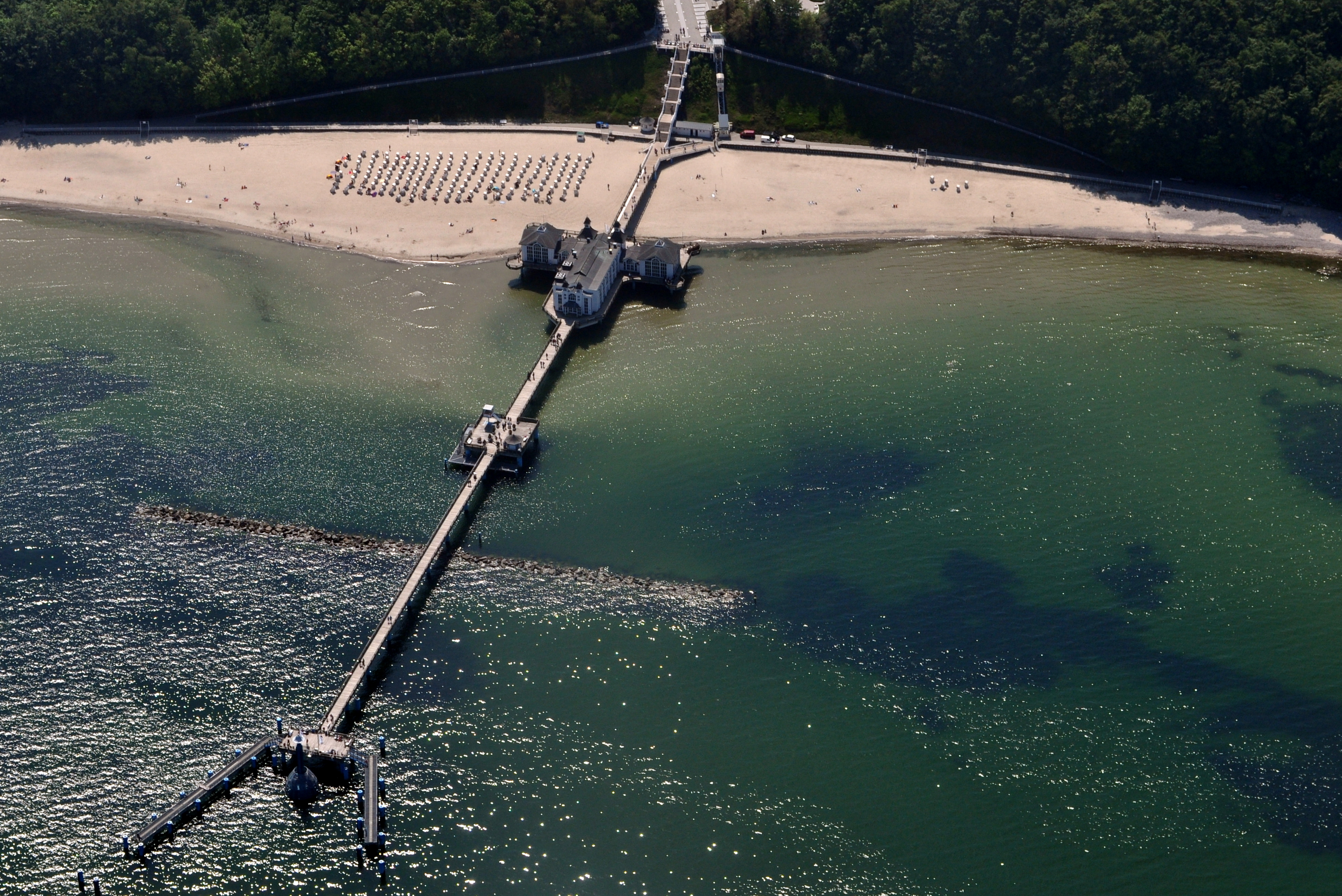
Die Seebrücke Sellin aus der Luft (2011)
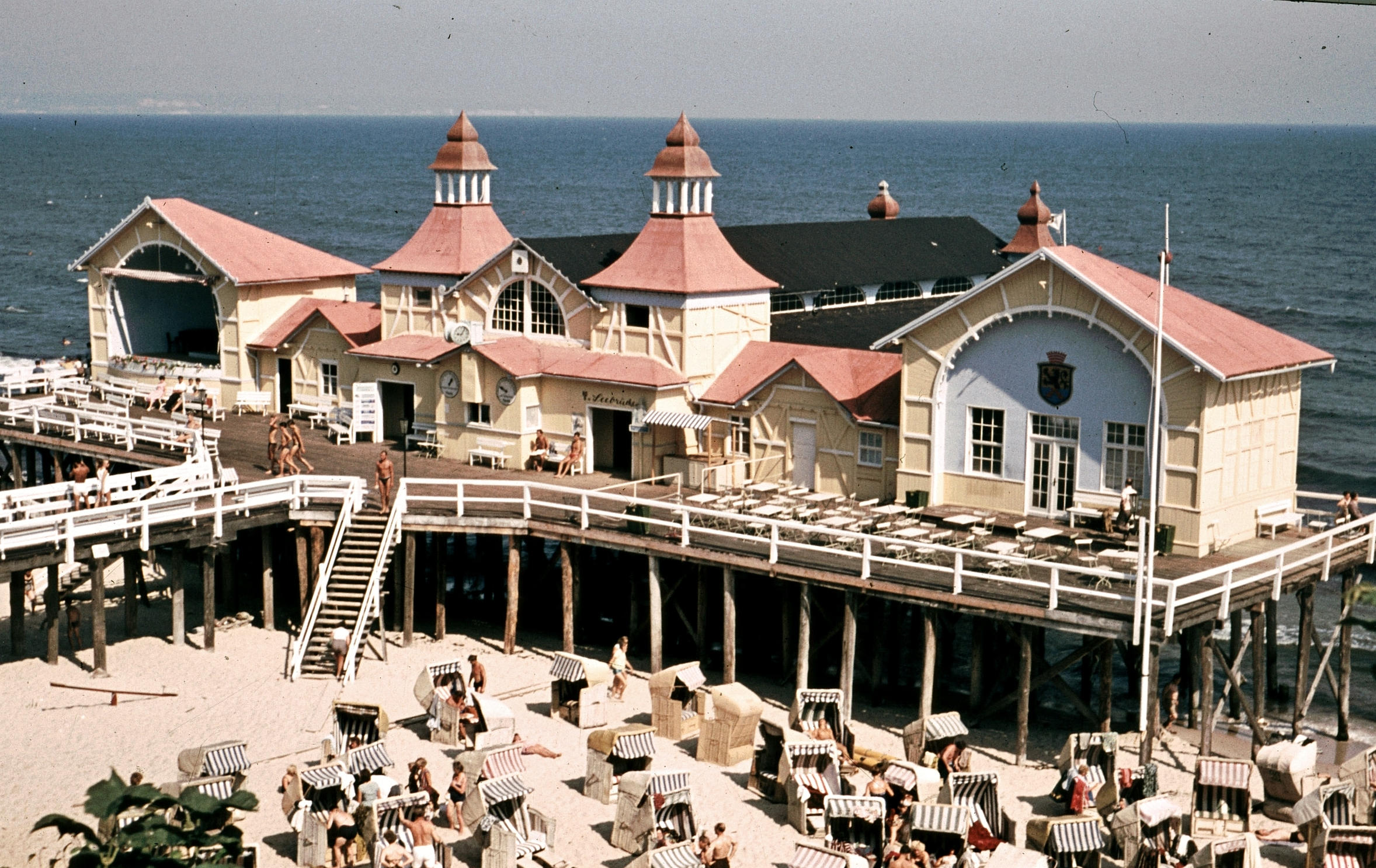
Historische, 1978 abgerissene Seebrücke aus dem Jahr 1925
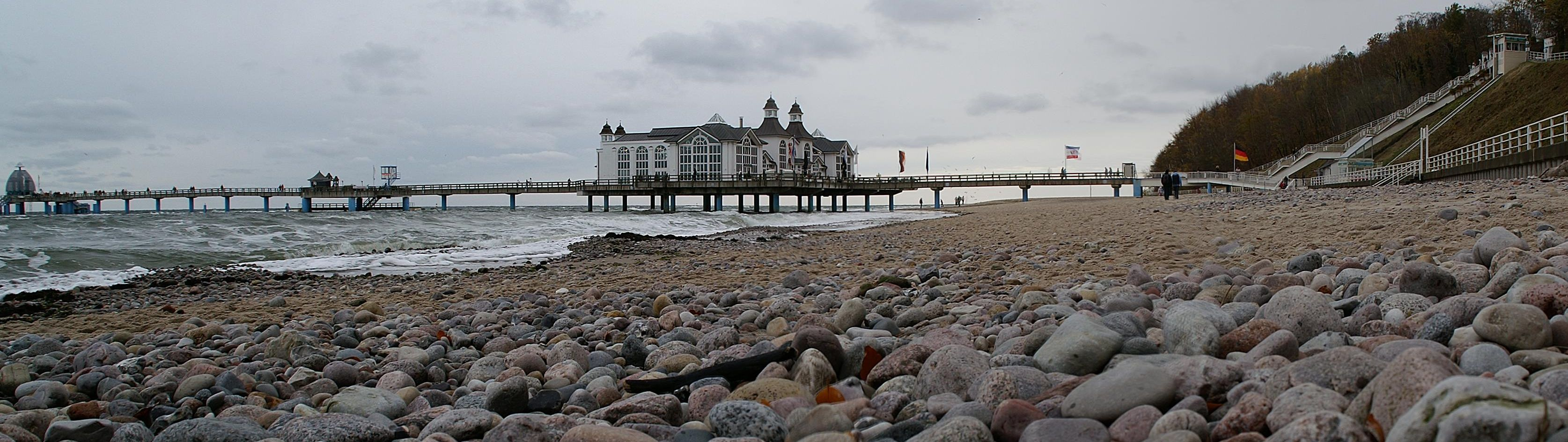
Panorama (2008)